# Hadiya
Hadiya (nep. हडिया) – gaun wikas samiti we wschodniej części Nepalu w strefie Sagarmatha w dystrykcie Udayapur. Według nepalskiego spisu powszechnego z 2001 roku liczył on 1917 gospodarstw domowych i 10546 mieszkańców (5409 kobiet i 5137 mężczyzn).